# Liste der Marskrater/U
| Name       | Benannt nach                   | Lage               | Mittlerer Durchmesser (km) | Name gültig seit |
| ---------- | ------------------------------ | ------------------ | -------------------------- | ---------------- |
| Ubud       | Ubud, Ort in Indonesien        | 10,63° S, 18,32° W | 27                         | Nov 28, 2016     |
| Udzha      | al-Audscha, Ort im Irak        | 81,8° N, 77,2° O   | 45,0                       | 2006             |
| Ulricehamn | Ulricehamn, Ort in Schweden    | 17,95° N, 76,91° O | 2,34                       | Jan 17, 2020     |
| Ulu        | Ulu, Ort in Russland           | 22,5° N, 107,3° O  | 3,4                        | 1988             |
| Ulya       | Ulja, Ort in Russland          | 17,9° S, 111,6° O  | 8,6                        | 1991             |
| Umatac     | Umatac, Stadt auf Guam         | 42,5° N, 137,2° O  | 17,5                       | 1979             |
| Urk        | Urk, Stadt in den Niederlanden | 23,2° N, 111,4° O  | 2,8                        | 1988             |
| Utan       | Utan, Ort in Russland          | 24,3° N, 113,7° O  | 4,6                        | 1988             |
| Uzer       | Uzer, Stadt in Frankreich      | 1,2° S, 1,8° W     | 8,8                        | Sep 14, 2006     |